# Nordens Ark
Nordens Ark is een dierentuin in Hunnebostrand, in het landschap Bohuslän en de provincie Västra Götalands län in Zweden. Het 383 hectare grote park werd geopend in 1989 op het terrein van Åby Manor. Het park wordt beheerd door de Nordens Ark Foundation. In hetzelfde jaar werd Victoria van Zweden aangesteld als beschermvrouwe van het park. Het park is lid van de EAZA sinds 1992 en van de WAZA sinds 1994.

## Geschiedenis
Uit historische brieven blijkt dat koning Haakon V van Noorwegen in 1307 in Åby Manor woonde, waaruit blijkt dat het landhuis minstens zo oud is en daarmee een van de oudste landgoederen van Bohuslän is. Het landgoed werd in 1661 gekocht door Margareta Hvitfeldt, wat op dat moment bestond uit zo'n 90 boerderijen en huizen. Na haar dood in 1683 werd het beheerd door het Hvitfeldtska beursfonds dat haar rijkdom had geërfd. In 1975 werd het gekocht door de Hushållningssällskapet Väst (Zweedse organisatie voor o.a. landbouw), die het in 1996 uiteindelijk verkocht aan de Nordens Ark Stichting (Stiftelsen Nordens Ark).
De Bohus Fokcentrum Stichting (Stiftelsen Bohus Avelscentrum) werd opgericht op 8 maart 1988 en in 1997 werd de naam veranderd in de Nordens Ark Stichting (Stiftelsen Nordens Ark). Nordens Ark werd op 14 juni 1989 ingehuldigd door Carl XVI Gustaf van Zweden. In 1996 kocht de stichting Åby Manor.

## Dieren

### Boerderij
- Dala Pälsfår schaap
- Fjällrund
- Gotland konijn
- Gute schaap
- Jämtland geit
- Linderöd varken
- Mellerud konijn
- Noord-Zweeds paard
- Ölandgans
- Ongehoornd Zweeds roodbont
- Orusthoen
- Oud-Zweeds dwerghoen
- Väne rund
- Värmland schaap
- Zweedse ardenner
- Zweeds zwart hoen

### Zoogdieren en vogels
- Amoerpanter
- Aziatische wilde hond
- Buchara-oerial
- Cabots saterhoen
- Chinese kraanvogel
- Dwerggans
- Euraziatische lynx
- Europese wilde kat
- Heremietibis
- Kleine panda
- Laplanduil
- Manenwolf
- Manoel
- Oehoe
- Ooievaar
- Perzische panter
- Przewalskipaard
- Rendier
- Schroefhoorngeit
- Siberische tijger
- Siesel
- Sneeuwpanter
- Veelvraat
- Wisent
- Witnekkraanvogel
- Witrugspecht

### Reptielen, amfibieën en ongewervelden
- Achterindische doosschildpad
- Adder
- Agalychnis lemur
- Annam-waterschildpad
- Batagur affinis affinis
- Borneose rivierschildpad
- Bruine landschildpad
- Cuora cyclornata annamitica
- Driekielstraalschildpad
- Europese donkere bij
- Europese moerasschildpad
- Geelkoplandschildpad
- Gele wespenboktor
- Griekse landschildpad
- Groene pad
- Grootkopschildpad
- Heldenbok
- Klappersprinkhaan
- Luristan beeksalamander
- McCords slangenhalsschildpad
- Montserratfluitkikker
- Nieuw-Guinese tweeklauwschildpad
- Poecilotheria metallica
- Zwarte apollovlinder

## Quarantaine en fokken
Quarantaine van zieke en gewonde dieren en het fokken met diersoorten gebeurd in een apart deel van het park, Lunden genaamd. Dit deel is niet toegankelijk voor bezoekers en bestaat uit verschillende quarantainegebieden voor roofdieren, vogels en hoefdieren. 
Er zijn drie categorieën van dieren waarmee gefokt wordt in de dierentuin:
- Bedreigde oude Noordse rassen
- Bedreigde Noordse wilde zoogdieren, vogels, amfibieën, reptielen en insecten
- Bedreigde exotische wilde zoogdieren, vogels, amfibieën, reptielen en insecten uit vergelijkbare klimaten (uitzonderingen voor amfibieën en reptielen)

### Internationale fokprogramma's
Het park neemt deel aan meerdere internationale fokprogramma's en coördineert en beheert de EEP-stamboeken voor de sneeuwpanter, de veelvraat, de dwerggans, de geelkoplandschildpad, de McCords slangenhalsschildpad en de kikkersoort Agalychnis lemur.

## Projecten
Nordens Ark werkt mee aan verschillende herintroduceringsprojecten, waarbij dieren uit de dierentuin in het wild worden uitgezet, waaronder ooievaars, oehoes, Litoria castanea, otters, Europese wilde katten en lynxen.
Het park heeft een nationale verantwoordelijkheid voor het fokken en herintroduceren van de witrugspecht, slechtvalk, groene pad, dwerggans en verschillende keversoorten.

## Galerij

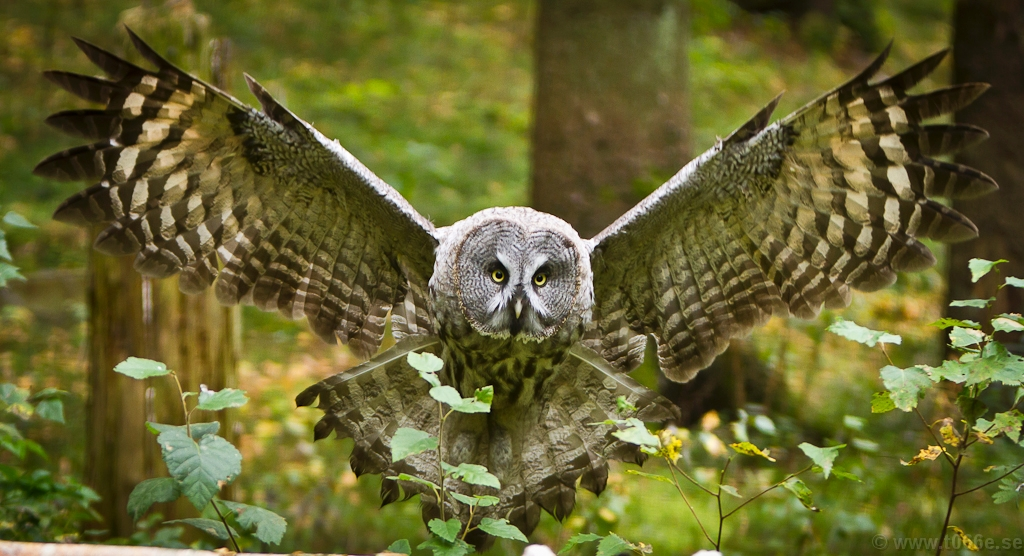
Oeraluil
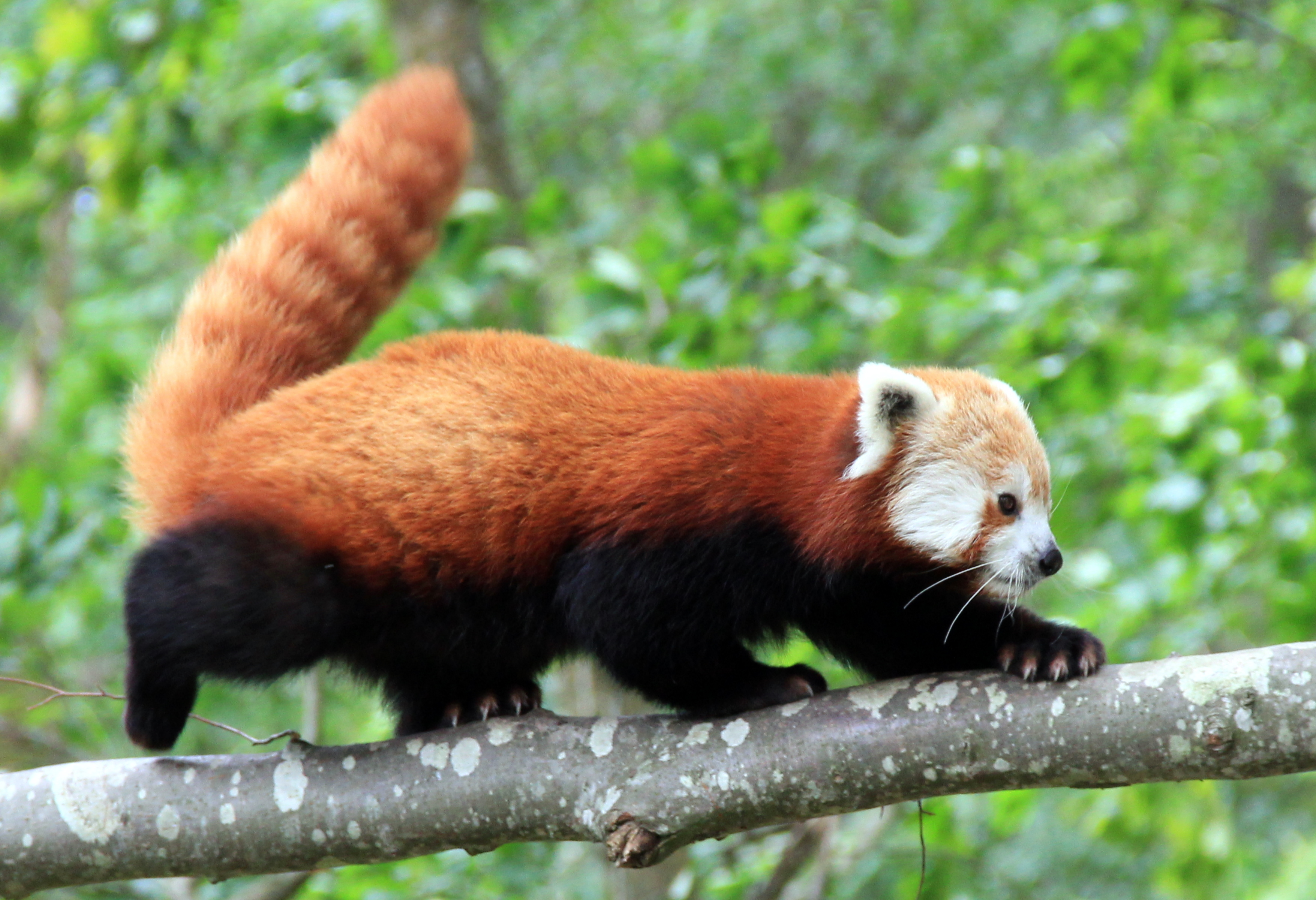
Rode panda
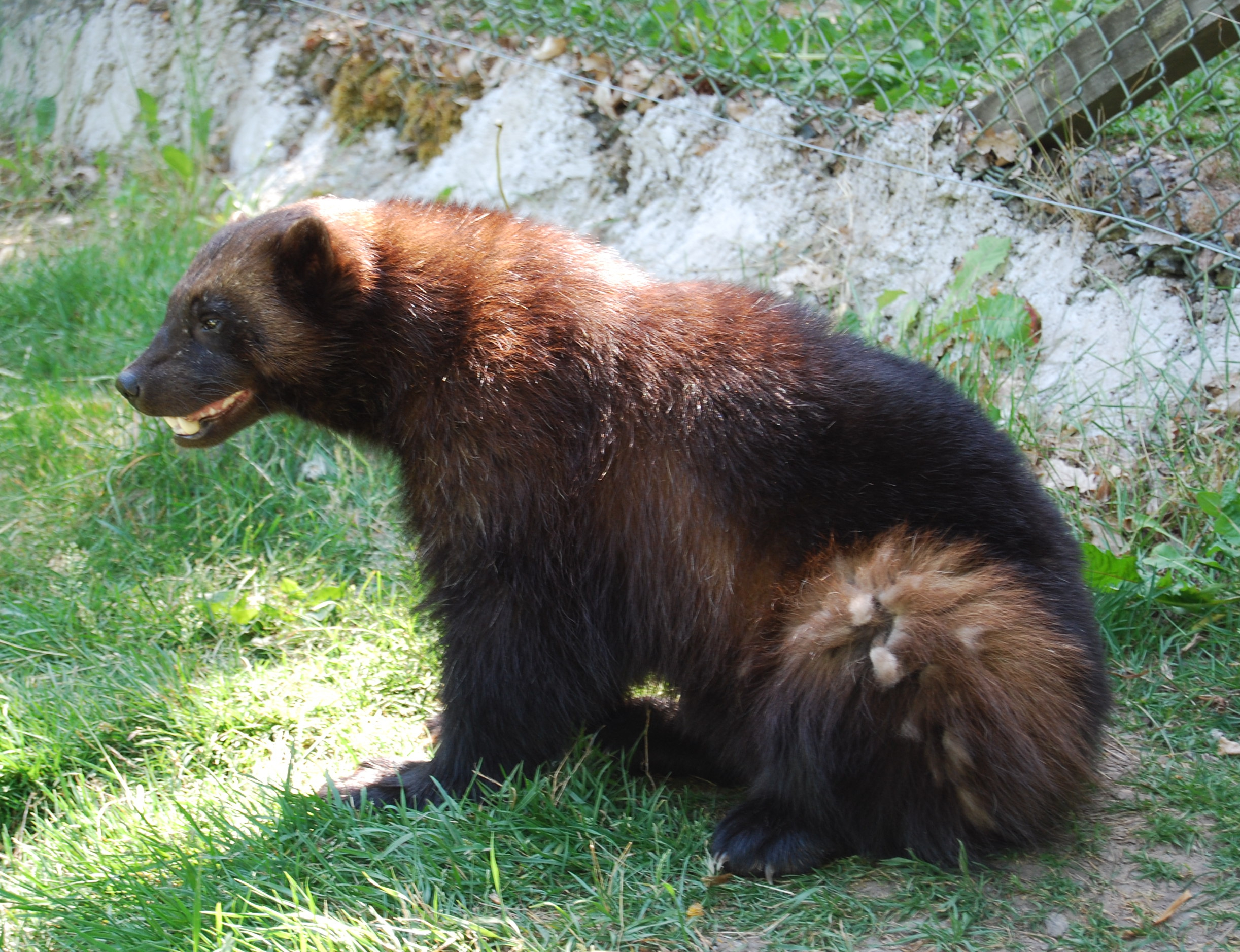
Veelvraat
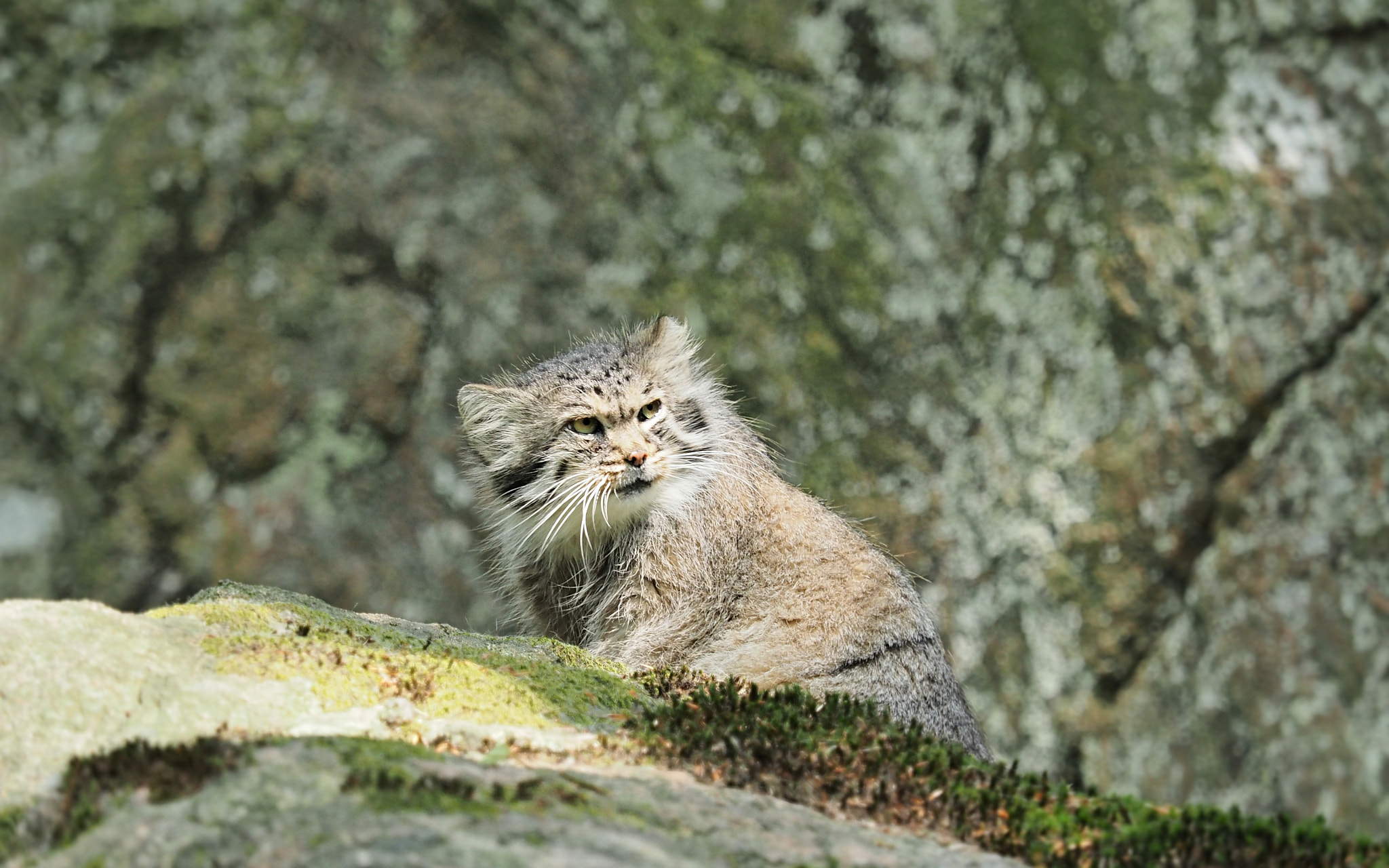
Manoel
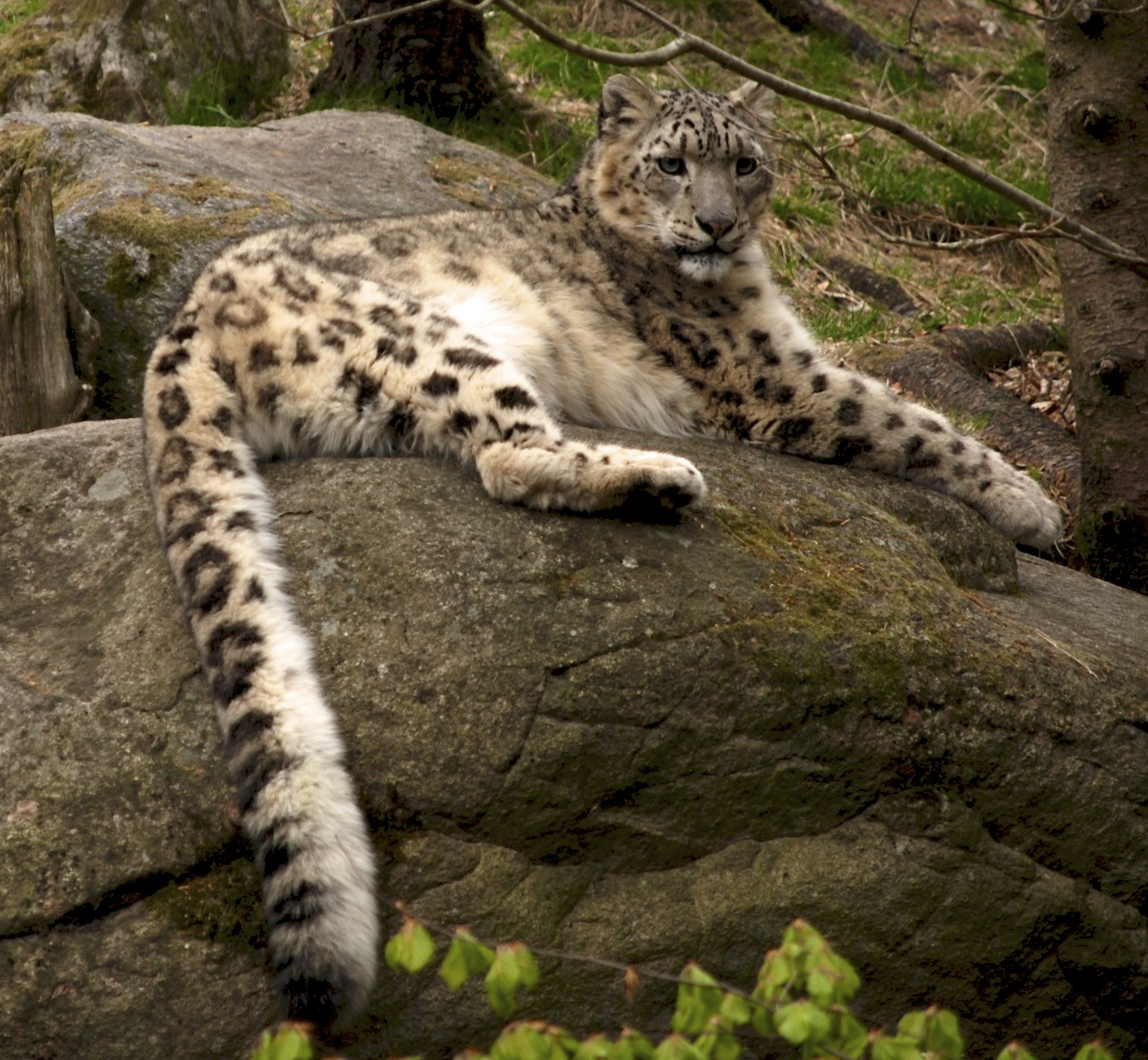
Sneeuwpanter